# By-Pass
By-Pass је српска алтернативна рок / метал група из Панчева.

### Историјат
Иако су почеци званично везани за јул 1994. бенд почиње са озбиљнијим радом и стабилном поставом јануара 1997. Наком концертних дешавања и снимања демо снимака у студијима у Новом Саду и Панчеву By-Pass улази у студио "Академија" у Београду где снима свој први албум под називом "Psychoactive" (Продукција и микс: Аца Радосављевић и Владимир Здравковић, копродуценти: Зоран Ђуроски ака Ђура Мистериус и Никола Врањковић, који је био и сниматељ) који је изашао за издавачку кућу IТММ из Београда у децембру 2000.
Са албума, који је покупио веома добре критике како у СР Југославији тако и у свету (рецензије у Америци, Италији и Португалији), издвојила су се 3 сингла (Одлази, Касно је, Сјај) за које су урађени и спотови од којих је сваки био у врху тадашњих рок топ листа а 2 песме су биле проглашене и за Хит недеље Радио Београда 202.
Међу бројним сарадњама у различитим сферама уметности издваја се наступ 2001. на премијерној југословенској Eyesore. изложби светски познатих рок арт илустратора из Сан Франциска - Крис Шо, Рон Донован и Чак Спери. Песма Месија са албума “Psychoactive” je 2009. коришћена у канадској високобуџетној ТВ серији “ZOS: Zone of Separation” (главне улоге: Колм Мини, Лолита Давидович). Поводом обележавања деценије од издавања деби албума, у марту 2011. у Панчеву је одржан “Psychoactive Night” – концептуални аудио видео наступ са гостима, на коме је за ту прилику изведен комплетан албум уживо у целости, од почетка до краја. У мају 2012. By-Pass наступа у Пољској на Фестивалу славистике у Гдањску У децембру 2012. култни српски бенд Бјесови избацују обраду песме "Сјај" као први сингл са предстојећег албума на коме ће бити обраде њихових омиљених песама са Ex-Yu подручја.
Поред деби албума By-Pass се за сада појавио и на 4 компилације: New Rock Power 2 (I.T.M.M., новембар 2000), Кухиња #2 (Студио 21, јануар 2001), PA`n`DEMOnium (Дом омладине Панчево, октобар 2005) и PA`n`DEMOnium 2 (Дом омладине Панчево, април 2007).
После промена чланова и вишегодишње паузе бенд се поново окупља и почиње да ради на новим песмама и прављењу демо снимака, уз повремене свирке. Дугогодишњи рад на материјалу је приведен крају и By-Pass улази у новобеоградски студио “Андерграунд” као и у панчевачки ”3x2” гитаристе Стефана Гаћеше и снимају дуго очекивани повратнички албум. Продуценти су Владимир Здравковић и Марко Јовановић Артур а за пост продукцију и мастеринг је задужен Џеф Пеше из чувеног Еби Роуд студија у Лондону. Нови албум се очекује на тржишту у септембру 2014. у издању издавачке куће Multimedia Music. "Недеља", први сингл са предстојећег албума се медијски промовише од средине априла 2012. (8 недеља на топ листи Попбокса) а спот за исту песму је премијерно приказан почетком децембра (такође 8 недеља на топ листи Грувања). И спот и песма су се нашли у конкуренцији годишњих награда за 2012. по избору веб магазина Попбокс, са номинацијама у две категорије - за најбољу домаћу песму и најбољи домаћи спот. Други сингл и спот, "Ништа није вечно", објављен је крајем марта 2013. и такође се налазио на топ листама (номинован на више регионалних, укључујући и MTV Домаћицу а на Попбоксовој листи је боравио пуних 10 недеља). Трећи сингл, "Пустиња", представљен је крајем јула месеца у ливе извођењу и добија запажен одзив у медијима а по избору колумне Балканрока “Кратки резови” налази се међу 10 најбољих песама 2013. у региону.

### Музички стил
By-Pass је на почетку своје каријере, током 90-тих, стилски био углавном под утицајем прогресивног рока, метала, стоунер рока и гранџа, да би се временом обликовао у нешто што је по дефиницији најближе комбинацији поджанрова новог прога и алтернативног метала. Na zvuk benda su najviše uticale grupe poput Tool, Soundgarden, Type O Negative, Deftones, Alice in Chains i Massive Attack.

## Чланови групе

### Садашња постава
- Иван Ристановић – вокал (1997—2006, 2011-данас)
- Данијел Гајан – гитара, пратећи вокал (1997-данас)
- Стефан Гаћеша – гитара (2009-данас)
- Ана Деановић – бас гитара (2011-данас)
- Владимир Здравковић - бубњеви, перкусије, клавијатуре, семплови (1994-данас)

### Бивши чланови
- Милан Милаков – вокал (1994—1995)
- Марко Абрамовић – вокал (1995)
- Владимир Јездимировић Алф – вокал (1996)
- Божидар Младеновић – вокал (2008—2011)
- Кристијан Балтеану – гитара (1994)
- Бранислав Марковић – гитара (1994—1995)
- Владимир Ђурђев – гитара (1995, 1996-1997)
- Пеђа БНС – гитара (1995—1996)
- Баге – гитара (1996)
- Жељко Томић Боб – гитара (1996, 1999)
- Иван Гавриловић – гитара (1997—1999)
- Горан Змејковски – гитара (1999—2004)
- Марко Панић – гитара (2005—2009)
- Бојан Остојић – бас гитара (1994)
- Милан Ђорђијевски Цуме – бас гитара (1995, 1996)
- Бане Радоњић – бас гитара (1995—1996)
- Бојан Милић – бас гитара (1997)
- Милан Деспотовски Цезар – бас гитара (1997)
- Зоран Секулић – бас гитара (1997—2004)
- Марко Свирчев – бас гитара (2004—2005)
- Петар Узуновић – бас гитара (2005—2006)
- Мирослав Ивановић Јое – бас гитара (2005, 2006-2011)
- Ненад Станковић – семплови (1999—2003)
- Бојан Илић – клавијатуре (2000—2003)

## Дискографија

### Студијски албуми
- Psychoactive (2000)
- Пустињом (2014)

### Компилације
- New Rock Power 2 (2000)
- Кухиња#2 (2001)
- PA`n`DEMOnium (2005)
- PA`n`DEMOnium 2 (2007)

## Литератрура
- Локнер, Бранимир: "Критичко паковање 2, 1999-2001." (Active Time, Београд). 2002.  978-86-7636-000-0.
- Недељковић, Владимир: "Хеликоптер на глави, Историја рокенрола у Панчеву 1962-2004" (Тим за комуникацију, Панчево). 2005.  978-86-907049-0-3.
- Мијатовић, Богомир: "Илустрована енциклопедија рок музике у Војводини 1963-2013" (Switch, Сремска Каменица). 2013.  978-86-907499-1-1.